# 用土原の戦い
用土原の戦い（ようどはらのたたかい）とは、太田道灌と長尾景春の戦いである。

## 概要
文明9年（1447年）5月13日、太田道灌は五十子の戦いで破れ上野国那波（現・群馬県伊勢崎市）に敗走した主君上杉定正と上杉顕定を五十子に迎え入れた。そこに武蔵国榛沢の陣から攻め寄せてきた景春を、上杉定正と家臣太田道灌、上杉顕定とその家臣長尾忠景で武蔵国用土原（現・埼玉県大里郡寄居町）の針谷で迎えうち合戦となり、上杉軍が景春を撃破。景春は鉢形城に敗走した。それを追撃包囲しようとしたが、古河公方足利成氏が援軍を送ったので、陣を引いた。